# Nuvolari TV
Nuvola 61 (anteriormente llamado Nuvolari TV) es un canal de televisión de deportes italiano.
Desde el 1 de enero de 2010 puede ser vista de forma gratuita en Italia a través de diversas tecnologías:
- La televisión digital por satélite: visible claro, en la flota de satélites Hotbird, frecuencia 11.881 MHz sintonizado en el canal 35 del canal de televisión por satélite 218 y el SkyBox.
- La televisión digital terrestre: dentro de un múltiplex, las variables locales.
- En el Canal Principal Alice TV.